# Diy-Gid-Biy-cultuurlandschap van het Mandaragebergte
Het Diy-Gid-Biy-cultuurlandschap van het Mandaragebergte ligt in de regio Extrême-Nord van Kameroen en omvat zestien archeologische vindplaatsen in zeven dorpen in het Mandaragebergte. Bekend als Diy-Gid-Biy (wat "Ruïne van de residentie van de Chief" betekent in de Mafa-taal), werden deze droge stenen architecturale structuren waarschijnlijk gebouwd tussen de 12e en 17e eeuw. Hoewel hun oorspronkelijke bouwers onbekend blijven, wordt het gebied al sinds de 15e eeuw bewoond door het Mafa-volk. Het omringende landschap wordt gekenmerkt door landbouwterrassen, huizen, graven, gebedshuizen en ambachtelijke activiteiten, die een langdurige culturele en spirituele verbinding tussen de mensen en hun omgeving weerspiegelen.

## Archeologie
De verschillende Diy-Gid-Biy-sites zijn van verschillende grootte, waarbij DGB-1 en 2 de grootste zijn. Ze zijn verspreid over ongeveer 25 km, hoewel DGB-1 en 2 slechts 100 meter van elkaar verwijderd zijn en soms dezelfde locatie worden genoemd. De DGB-locaties zijn gebouwd in een systeem van terrassen en platforms die zijn gebouwd met behulp van een droge stenen architectuur die op geen enkele andere locatie voorkomt met lokaal graniet en rotsen, met overal trappen en silo's. Na het bestuderen van verschillende delen van hele en ingestorte muren, ontdekten archeologen dat de muren niet waren gebouwd met gevormde vierkante stenen, maar eerder waren gebouwd met stenen die van nature rondslingerden en zorgvuldig in elkaar waren gezet met kleinere stenen die de muren ondersteunden en bij elkaar hielden. Op basis van onderzoek door archeologen werden de DGB-sites in verschillende fasen gebouwd door de oorspronkelijke bouwers die verschillende lagen terrassen creëerden en de sites uitbreidden. De sites werden vervolgens verlaten door de bouwers, maar sommige werden later gewijzigd door de Mafa die een deel van de gebieden met puin opvulde en de stenen om verschillende redenen een nieuwe bestemming gaf.
De DGB-sites hebben archeologen aangetrokken, niet alleen vanwege hun unieke structuur en bouw, maar ook omdat er in het grootste deel van het Mandaragebergte weinig bewijs is van bewoning ouder dan twee eeuwen, terwijl de vlaktes onder de bergen archeologen hebben voorzien van sites die ongeveer 2.500 jaar geleden dateren. In feite zijn de DGB-sites de enige coherente sites die tot nu toe in het Mandaragebergte zijn gevonden.
Door het gebruik van radiokoolstofdatering hebben archeologen kunnen vaststellen dat de meerderheid van de 16 sites voor het eerst werd gebouwd in de 15e eeuw, hoewel het brede scala aan data uit de verschillende stadia van ontwikkeling het oorspronkelijk moeilijk had gemaakt om het begin van de structuren te achterhalen. DGB-1 is echter een unieke anomalie in die zin dat radiokoolstofdatering de oorsprong van die specifieke site verder terugplaatst tot ongeveer 1250 na Christus. Op deze locatie is er ook bewijs dat er een pre-DGB-cultuur op deze locatie leefde voordat met de bouw werd begonnen, maar er is weinig echt bekend over deze vroegere mensen.

### Opgraving en ontdekking
Hoewel de kennis van de vindplaatsen al vele jaren bestaat, begon echt archeologisch onderzoek pas in 2001 met de opgravingen van DGB-2 en 8 door Nicholas David. Op de locaties zijn een aantal artefacten gevonden, met items zoals verschillende keramiek afkomstig uit het Mandaragebergte. Andere artefacten die zijn gevonden zijn onbekende ijzeren voorwerpen, een geslepen groenstenen bijl, bovenste slijpstenen, kwarts hamerstenen en slijpsteenmortieren. Hoewel de meeste gevonden voorwerpen afkomstig zijn uit een tijd voordat de Mafa in de regio woonden, hebben archeologen opgemerkt dat het keramiek dat is gevonden nauwelijks of helemaal niet verschilt van modern Mafa-aardewerk.
Bij DGB-1 werden echter regionale voorwerpen zoals aardewerk en stenen werktuigen gevonden, maar ook andere artefacten zoals koperen en glazen voorwerpen die niet uit het gebied afkomstig waren, ontdekt, wat aangeeft dat de mensen van DGB-1 contact hadden met volkeren uit andere gebieden, iets dat niet zo duidelijk was door eerder opgegraven artefacten. In feite hebben andere archeologische opgravingen van de Mandara-regio een gebrek aan artefacten van buiten het gebied aangetoond, waarbij DGB-1 in feite de enige site is die bewijs vertoont van contact met gebieden buiten de Mandara-regio.
Andere artefacten die bij DGB-1 zijn gevonden, zijn onder meer ijzeren speerpunten en ijzeren pijlpunten die onder de vloer van de site zijn gevonden, evenals een ijzeren schoffel en ketting. Deze vondsten suggereren dat de bewoner op een gegeven moment ijzer smolt en zijn eigen gereedschap smeedde, hoewel het onbekend is wanneer deze voorwerpen zijn gemaakt. Het merk van de ijzeren artefacten is ook vergeleken met ijzeren voorwerpen gemaakt door de Mafa van vandaag, die een gelijkenis vertonen met de artefacten, ook al zijn de Mafa en de bouwers van de DGB-sites niet één en dezelfde.

### Hypothese van het gebruik
Op basis van de archeologie rond de sites, evenals de tradities die door de moderne Mafa van de regio worden gebruikt, zijn experts van mening dat de DGB-sites zijn gebouwd als rituele structuren met betrekking tot regen en water. De DGB-sites begonnen te verschijnen rond de tijd dat er een ernstige droogte plaatsvond in de regio, en dus is de constructie logisch met betrekking tot de rituele praktijken van de Mafa die vandaag de dag in de regio wonen. Archeologen hebben ook een grote hoeveelheid zand en grind gevonden uit een lokale rivier die naar DGB-2 en 8 was gebracht, mogelijk als een fysieke weergave van stromend water.
Er zijn ook verschillende andere suggesties gedaan met betrekking tot het doel van de DGB-sites, met name in de beschrijving van de sites die op de voorlopige lijst van UNESCO-werelderfgoed staan. Deze doeleinden omvatten de locaties als verdedigingsforten of toevluchtsoorden in tijden van oorlog, begraafplaatsen voor lokale stamhoofden, woonplaatsen voor de elites van de regio en/of marktcentra of handelsplaatsen. Hoewel sommige van deze ideeën op dit moment geen bewijs hebben om ze te ondersteunen, heeft de constructie van de DGB-sites met torens en muren het idee ondersteund dat de locaties verdedigingsstructuren zijn, terwijl de vondst van artefacten die niet afkomstig zijn uit de regio anderen er ook van heeft overtuigd dat ten minste DGB-1 een doel kan hebben gehad met betrekking tot het omgaan met buitenlandse volkeren. Deze vreemde artefacten hebben sommige archeologen, zoals Nicholas David, zelfs tot de hypothese geleid dat ten minste de DGB-1/2-sites fungeerden als plaatsen van uitwisseling met volkeren in het noorden, mogelijk als een plaats van handel.

### Mogelijke interacties
Een aantal archeologen hebben het concept gepresenteerd dat een groot deel van de interacties die plaatsvonden met vreemde volkeren op DGB-1 lijken te hebben plaatsgevonden rond dezelfde tijd dat Europese en Arabische schrijvers de opkomst van Wandala opmerkten, ook wel bekend als het Mandara-koninkrijk. Deskundigen zijn dus van mening dat er een soort handel heeft plaatsgevonden tussen de twee volkeren, en dat er mogelijk een verband bestaat tussen de oprichting van de DGB-sites en Wandala rond dezelfde tijd.

## Werelderfgoed
De archeologische vindplaatsen met de omliggende bufferzone, voor een totale oppervlakte van 4.872,3 hectare, werd in juli 2025 tijdens de 47e sessie van de Commissie voor het Werelderfgoed in Parijs erkend als UNESCO cultureel werelderfgoed en onder de titel "Diy-Gid-Biy-cultuurlandschap van het Mandaragebergte" aan de werelderfgoedlijst toegevoegd. Ze stonden sinds 18 april 2006 op de voorlopige lijst van kandidaat-werelderfgoedsites.